# Великий Шариш
Великий Шариш або Вельки Шаріш (словац. Veľký Šariš) — місто в Словаччині в Пряшівському окрузі Пряшівського краю.

## Географія
Розташоване в східній частині Словаччини, у Шариській долині на берегах Ториси, на північ від окружного адміністративного центру. Протікають річка Дзіков; Патьовський потік і Шарішський потік.

## Історія
Уперше згадується у 1217 році.

## Пам'ятки культури
- руїни фортеці Шариш з 13 століття, у верхній частині знаходився палац,
- руїни замку Ракоці, у минулому будинок з 4 вежами в стилі пізнього ренесансу, під час сітової війни пошкоджений, у 1947 році знесений,
- Міський музей та Шариська галерея.

### Храми
- римо-католицький костел св. Якуба з 2 половини 13 століття,
- каплиця з половини 14 століття в стилі готики в колишньому замковому парку,
- каплиця на цвинтарі з кінця 17 століття.

## Економіка
У містечку працює найбільша броварня Словаччини — «Шариш», член групи SABMiller.

## Населення
| Рік:            | 1994. | 2004.    | 2014.    | 2024.    |
| --------------- | ----- | -------- | -------- | -------- |
| Кількість осіб: | 3516  | 4468     | 5802     | 6976     |
| Різниця:        |       | +27,07 % | +29,85 % | +20,23 % |

| Рік:            | 2023. | 2024.   |
| --------------- | ----- | ------- |
| Кількість осіб: | 6909  | 6976    |
| Різниця:        |       | +0,96 % |

Національний склад населення (за даними перепису населення — 2001 року):
- словаки — 91,69 %,
- цигани — 6,07 %,
- українці — 0,60 %,
- чехи — 0,55 %,
- русини — 0,30 %,
- угорці — 0,05 %,
- поляки — 0,05 %.

Склад населення за приналежністю до релігії станом на 2001 рік:
- римо-католики — 84,59 %,
- греко-католики — 4,31 %,
- протестанти — 2,56 %,
- православні — 0,87 %,
- гусити — 0,02 %,
- не вважають себе віруючими або не належать до жодної вищезгаданої церкви — 7,06 %.